# Goliath GP 700

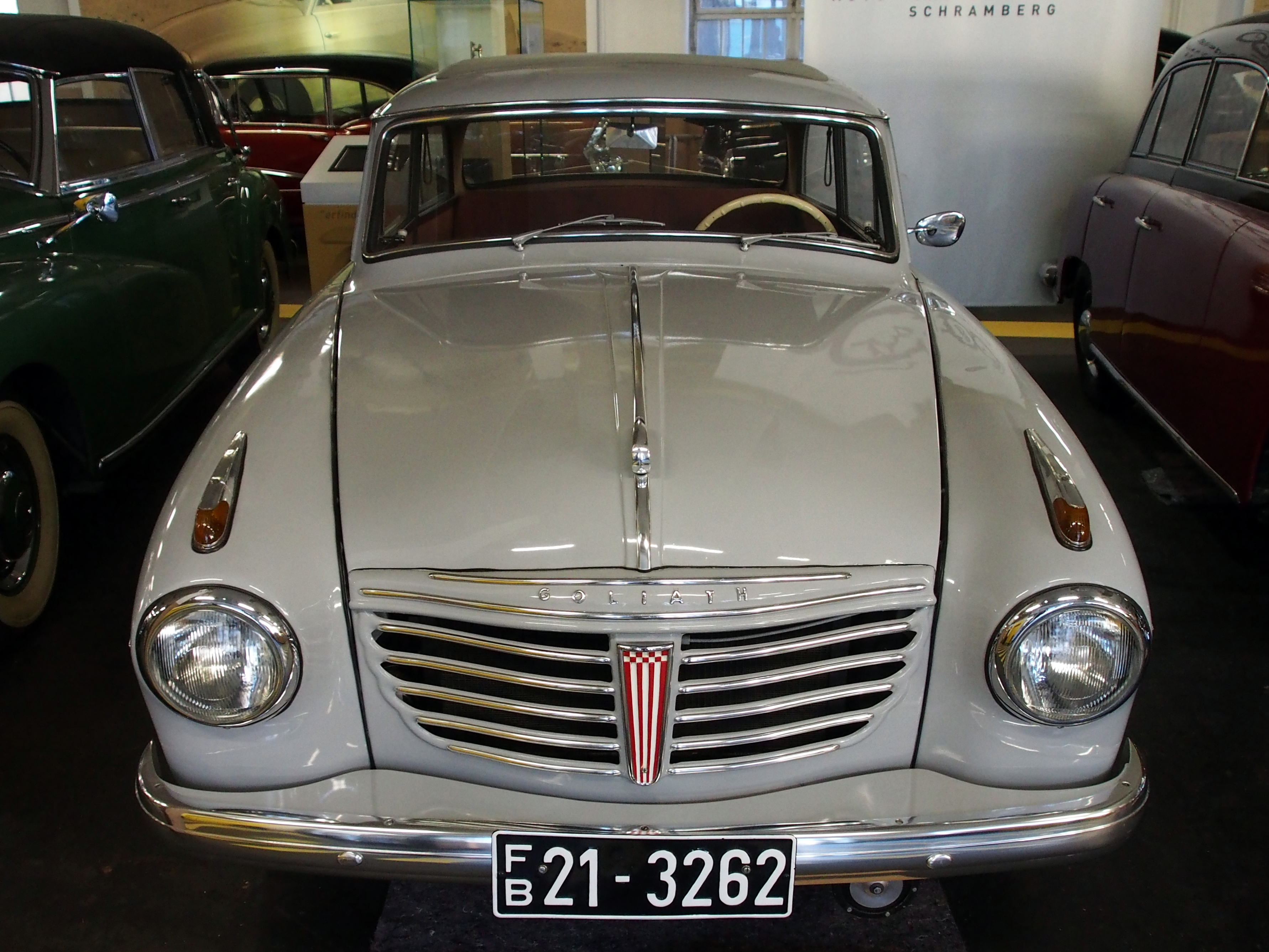
Ab 1953 schmale Blinker auf den Kotflügeln und ab 1956 wieder fünf Schlitze in der Kühlermaske

Der Goliath GP 700 ist ein Wagen der unteren Mittelklasse des zum Borgwardkonzern gehörenden Automobilherstellers Goliath, der von 1950 bis 1957 in Hastedt hergestellt wurde. Er gilt neben dem Gutbrod Superior als erstes Automobil, das mit Benzindirekteinspritzung lieferbar war. Die Anregung zur Entwicklung der Benzindirekteinspritzung bei Goliath hatte ein Vorkriegs-DKW gegeben, der versuchsweise mit einer solchen ausgerüstet war und den Goliath-Chef August Momberger fuhr. 1955 wurde zusätzlich das Modell GP 900 angeboten, das sich vom GP 700 nur durch einen Motor mit größerem Hubraum unterscheidet. Es wird daher in diesem Artikel mit abgehandelt.

## Geschichte

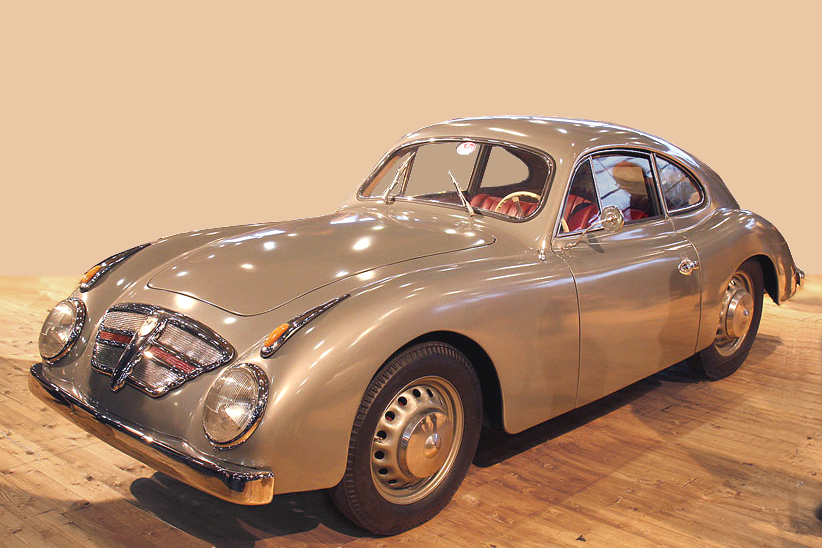
Goliath GP 700 Sport-Coupé

Die Entwicklung des Wagens begann 1948. Da die übrigen deutschen Automobilhersteller sich aus dem Kleinwagengeschäft zurückgezogen hatten und der einzige Mitbewerber im Bereich der Zweitaktmotorkleinwagen, die Auto Union AG, in der sowjetisch besetzten Zone lag, schienen zunächst keine Mitbewerber auf dem deutschen Markt zu erwarten zu sein. Der Zweitaktmotor mit 688 cm³ Hubraum wurde ab 1949 unter Leitung Hans Scherenbergs entwickelt. Im März 1950 wurde die Limousine vorgestellt. Die Marktsituation änderte sich, als der größte Konkurrent, die 1949 neu gegründete Auto Union GmbH, im Düsseldorfer Werk ab August 1950 die Meisterklasse weiter baute, die im selben Marktsegment angesiedelt war. Im Dezember 1951 startete die Produktion des Goliath-Kombis, offiziell vorgestellt wurde er im Januar 1952. Zunächst war er mit einer Nutzlast von 260 kg erhältlich. Auf Wunsch wurden verstärkte Reifen geliefert, die die Nutzlast auf 460 kg steigerten; diese Reifen gehörten ab 1954 zur Serienausstattung. 1951 folgten auch das Coupé Goliath Sport und ein Cabriolet, die aber nur kurze Zeit gebaut wurden.
Die erste Ausführung des Coupés mit Rudy-Karosserie auf dem Fahrgestell des GP 700 wurde zweimal gebaut, danach gab es 25 Wagen mit Rometsch-Karosserie. Die Herstellung endete 1953; die geplanten 50 Stück wurden nicht erreicht. Der Goliath Sport kostete 9700 DM und war damit 500 DM günstiger als der leistungsstärkere Porsche 356. Das Goliath-Coupé hatte als wahrscheinlich erster serienmäßig hergestellter Pkw bereits eine Benzindirekteinspritzung. Mit einem Hubraum von 856 cm³ leistete der zuletzt eingebaute Zweizylinder-Zweitaktmotor etwa 35 PS; die Höchstgeschwindigkeit des ungefähr 830 kg schweren Wagens lag bei 135 km/h. Der 688-cm³-Motor aus der Limousine hatte sich für einen Sportwagen als zu schwach erwiesen.
Zum Modelljahr 1953 erhielt der Kühlergrill sechs statt fünf Schlitze; ab 1956 waren es allerdings wieder fünf. Die Limousine hatte ab 1953 ein vergrößertes Heckfenster und auf den vorderen Kotflügeln wurden neu gestaltete schmale Blinker platziert. Die Blinker der ersten Jahre waren unter den Scheinwerfern angebracht.
Auf der IAA 1955 im September wurde als neues Modell der GP 900 vorgestellt, der mit dem GP 700 baugleich ist, aber einen auf 886 cm³ vergrößerten Motor hat. Äußerlich unterschied er sich vom GP 700 nur durch eine seitliche Zierleiste. 1956 erhielten die Fahrzeuge eine von dem Grafiker Wilhelm Heidmann als „rasantes“ G gestaltete Kühlerfigur. 1957 wurde die Produktion beider Modelle eingestellt, 11.343 der produzierten Fahrzeuge waren Kombis. Insgesamt baute Goliath 36.496 GP 700 und 8142 GP 900.

## Technik
Der GP 700 ist ein Wagen mit Zentralrohrrahmen, nicht selbsttragender Ganzstahlkarosserie, quer eingebautem Frontmotor und Vorderradantrieb. Er hat zwei Türen.
Der Zentralrohrrahmen hat eine an zwei Längsblattfedern aufgehängte hintere Starrachse, die Vorderräder sind an zwei Querblattfedern aufgehängt. Über den gesamten Produktionszeitraum wurden verschiedene Rad-Reifen-Kombinationen mit Reifengrößen von 3,25–16, 4,00–15″, 5,00–16″ für den GP 700, 5,60–13″ für den GP 900 und 16″ für das Coupé verwendet. Rundum sind hydraulisch betätigte Trommelbremsen von ATE eingebaut, die Lenkung ist eine Zahnstangenlenkung. Vom Motor wird die Kraft über eine Einscheibentrockenkupplung auf ein manuell zu schaltendes, ab 1952 vollsynchronisiertes Vierganggetriebe und von dort über Gelenkwellen auf die Vorderräder übertragen.
Der von Hans Scherenberg konstruierte Zweizylinder-Zweitakt-Reihenmotor mit 688 cm³ Hubraum wurde in leicht veränderter Form auch im Gutbrod Superior eingesetzt. Es gab ihn mit Vergaser und Benzindirekteinspritzung von Bosch. Die Einspritzanlage des GP 700 wurde konstruktiv von Einspritzanlagen zeitgenössischer Dieselmotoren abgeleitet. Außerdem wurde auf Erfahrungen aus dem Flugzeugbau während des Zweiten Weltkriegs zurückgegriffen (siehe DB 601). Ein Problem hierbei war unter anderem die durch das Wirkprinzip des Zweitaktmotors doppelt so hohen Drehzahlen der Einspritzpumpe. Die Einspritzventile (BOSCH DC 10) sind denen des Mercedes 300 SL nahezu identisch. Sie sind so im Brennraum angeordnet, dass der Einspritzvorgang 10° vor dem unteren Totpunkt endet. Durch Ausnutzung der Luftbewegung im Zylinder gelangt kein unverbrannter Kraftstoff in den Bereich des Auslasskanals, bevor dieser vom aufsteigenden Kolben verdeckt wird. Zwar ist die Ausführung mit Direkteinspritzung leistungsfähiger und deutlich sparsamer im Kraftstoffverbrauch, doch  in den 1950er-Jahren konnte sich der in der Anschaffung teure Direkteinspritzer nicht durchsetzen.
Der Einspritzmotor hatte Frischölschmierung, statt der bei Zweitaktmotoren üblichen Gemischschmierung. Über eine von der Kurbelwelle angetriebene Kolbenpumpe gelangte das Öl drehzahlabhängig zur Schmierung in die Einspritzpumpe und weiter in den Ansaugstutzen. Dann wurde es durch die Ansaugluft zerstäubt und schmierte als Ölnebel die Kurbelwellen- und Pleuellager sowie die Zylinderlaufbahnen und die Kolbenbolzenlagerung.

## Technische Daten
| Kenngrößen                               | GP 700                           | GP 700                           | GP 900                           | GP 900                           |
| ---------------------------------------- | -------------------------------- | -------------------------------- | -------------------------------- | -------------------------------- |
| Baujahre                                 | 1950–1957                        | 1950–1957                        | 1955–1957                        | 1955–1957                        |
| Masse                                    | 1010 kg                          | 1010 kg                          | 1010 kg                          | 1010 kg                          |
| Maximal zulässige Gesamtmasse            | 1470 kg                          | 1470 kg                          | 1470 kg                          | 1470 kg                          |
| Länge                                    | 4050 mm                          | 4050 mm                          | 4050 mm                          | 4050 mm                          |
| Breite                                   | 1630 mm                          | 1630 mm                          | 1630 mm                          | 1630 mm                          |
| Höhe                                     | 1470 mm                          | 1470 mm                          | 1470 mm                          | 1470 mm                          |
| Radstand                                 | 2300 mm                          | 2300 mm                          | 2300 mm                          | 2300 mm                          |
| Spurweite                                | 1300/1250 mm                     | 1300/1250 mm                     | 1300/1250 mm                     | 1300/1250 mm                     |
| Reifen                                   | 5,6–13″                          | 5,6–13″                          | 5,6–13″                          | 5,6–13″                          |
| Motorbauart                              | Zweizylinder-Zweitaktmotor, Otto | Zweizylinder-Zweitaktmotor, Otto | Zweizylinder-Zweitaktmotor, Otto | Zweizylinder-Zweitaktmotor, Otto |
| Gemischaufbereitung                      | Vergaser                         | Benzindirekteinspritzung         | Vergaser                         | Benzindirekteinspritzung         |
| Hubraum                                  | 688 cm³                          | 688 cm³                          | 886 cm³                          | 886 cm³                          |
| Bohrung × Hub                            | 74 mm × 80 mm                    | 74 mm × 80 mm                    | 84 mm × 80 mm                    | 84 mm × 80 mm                    |
| Verdichtung {\displaystyle \varepsilon } | 6,8                              | 7,7                              | 7,0                              | 7,45                             |
| Nennleistung (DIN 70020)                 | 25,5 PS (19 kW) bei 4000 min−1   | 29 PS (21,5 kW) bei 4000 min−1   | 38 PS (28 kW) bei 4250 min−1     | 40 PS (29 kW) bei 4000 min−1     |
| Max. Drehmoment (DIN 70020)              | 53 Nm bei 2000 min−1             | 59 Nm bei 2500 min−1             | 73 Nm bei 3000 min−1             | 74 Nm bei 2750 min−1             |
| Höchstgeschwindigkeit                    | 100 km/h                         | 108 km/h                         | 115 km/h                         | 120 km/h                         |
| Kraftstoffverbrauch                      | 9 l/100 km                       | 7,5 l/100 km                     | 10,5 l/100 km                    | 8 l/100 km                       |
| Quelle                                   | [ 4 ]                            | [ 4 ]                            | [ 4 ]                            | [ 4 ]                            |